# Warley (piłkarz)
Warley, właśc. Warley Silva dos Santos (ur. 13 lutego 1978 w Sobradinho) – brazylijski piłkarz, reprezentant kraju grający na pozycji napastnika. Grał na Pucharze Konfederacji 1999.

## Kariera piłkarska
Przygodę z futbolem rozpoczynał w 1997 w klubie Athletico Paranaense. Po roku gry w 1998 zakupił go klub São Paulo FC. W 1999 wyjechał do Włoch, by grać w klubie Udinese Calcio. W 2000 został wypożyczony na rok do Grêmio Porto Alegre. W 2003 opuścił Włochy i wrócił do kraju. Podpisał kontrakt z AD São Caetano. W 2005 grał w SE Palmeiras. W 2006 podpisał kontrakt z Brasiliense FC. W 2008 zakupił go klub Náutico, jednak w tym samym roku zagrał w ABC. W 2009 miał krótki epizod w klubie Madureira EC, jednak rozwiązano z nim kontrakt. W 2010 występował w Villa Nova AC. W 2011 był zawodnikiem czwartoligowego Treze FC. W 2012 grał w Campinense Clube. W 2013 przez sezon reprezentował barwy Botafogo FC (João Pessoa). Następnie był piłkarzem Ríver AC, po czym wrócił do Botafogo, gdzie zakończył karierę.

## Kariera reprezentacyjna
Karierę reprezentacyjną rozpoczął w 1999. W tym samym roku został powołany na Puchar Konfederacji 1999, w którym Brazylia dotarła do finału. W sumie w reprezentacji wystąpił w 4 spotkaniach.